# Lucídio Vimaranes

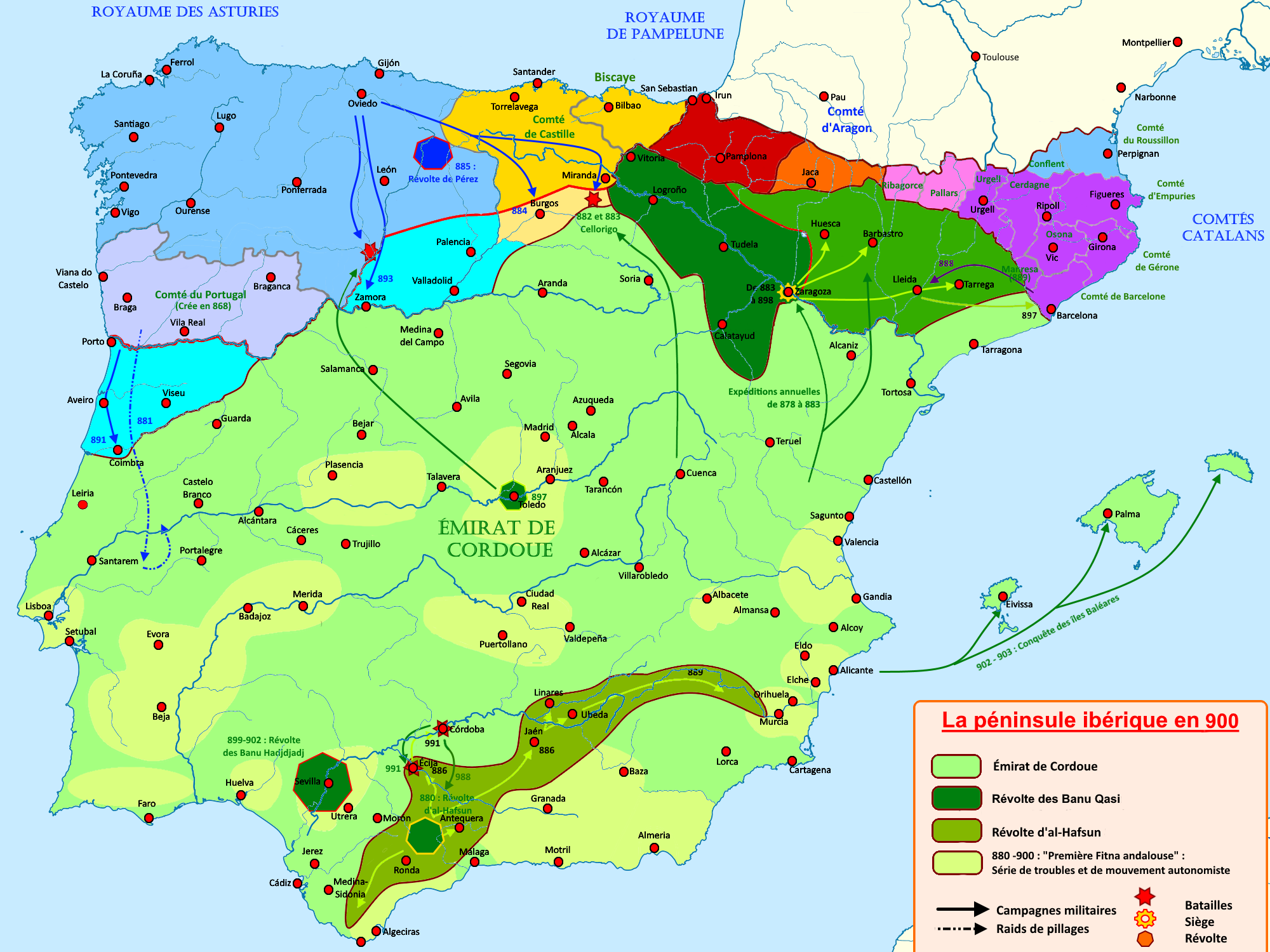
Península Ibérica hacia los años 900.

Lucídio Vimaranes (m. c. 922), Lucídio Vimaránez en español, fue el segundo conde de Portugal. Aunque su filiación no figura en ninguna fuente, la mayoría de los historiadores opinan que fue hijo del conde Vimara Pérez. A la muerte de su padre, el rey Alfonso III de Asturias le encomendó el gobierno del condado junto con el conde Hermenegildo Gutiérrez a quien, a su vez, le sucedió su hijo Gutierre Menéndez  Después del gobierno del condado por otros nobles no miembros de este linaje, un bisnieto de Lucídio, el conde Aloito Núñez, sucedió al conde Menendo González, hijo del conde Gonzalo Menéndez, en el cargo.
También gobernó como tenente parte del territorio de Lugo en 910 y en el año siguiente aparece como previsor en Dume. Lucídio fue miembro de la curia regia y así aparece confirmando varios diplomas reales entre 887 y 917.

## Matrimonio y descendencia
Contrajo matrimonio con Gudilona (m. después de 915), posiblemente hija del conde Hermenegildo Gutiérrez, según el historiador Armando de Almeida Fernandes, aunque José Mattoso discrepa al no existir documento alguno que atestigue su filiación. En 915, ambos donaron el lugar de Fermoselhe a la catedral de Coímbra. Los hijos de este matrimonio fueron:
- Tedón Lucídiz[4]
- Vermudo Lucídiz[4]
- Alóito Lucídiz, esposo de Munia Díaz, hija del conde Diego Fernández y hermana de Muniadona Díaz.[7] Su hijo, Lucídio Alóitez fue el padre de Onega Lucídiz, la segunda esposa del conde Rodrigo Velázquez, vencido por su rival, el conde Gonzalo Menéndez, en la batalla de Aguioncha.[8] A esta Onega (también llamada Onneca) se la confunde frecuentemente con otra del mismo nombre que fue la esposa del conde Diego Fernández citado anteriormente.[9]
- Rodrigo Lucídiz[4]